# Songo Makmur
Songo Makmur is een bestuurslaag in het regentschap Banyuasin van de provincie Zuid-Sumatra, Indonesië. Songo Makmur telt 1193 inwoners (volkstelling 2010).